# 劉顗 (北朝)
劉顗（？—？），字君卿，彭城郡彭城县丛亭里人。刘芳的曾孙，刘逖的从子。
劉顗祖父刘廞，北魏尚书，为高欢所杀。刘顗之父刘济和刘济的弟弟刘摐都出奔南梁。刘顗过继给刘摐为后代。武定年间，刘顗从刘摐回到北方。刘摐被东魏赐爵临颍子，太宁年间在司徒司马任上去世。刘顗喜欢文学，工草书，有良好的风度仪表。在北齐历任瀛州外兵参军、司空功曹，待诏文林馆，官至大理司直。隋朝开皇年间，劉顗官至鄜州司马，去世。